# Ventaja comparativa revelada
El índice de ventaja comparativa revelada, abreviado VCR, permite conocer la especialización exportadora de un país. Se define como el cociente entre la participación de un producto en las exportaciones de un país y la participación de ese mismo producto en las exportaciones mundiales. Un valor mayor (menor) a uno indica la presencia (ausencia) de VCR en ese producto porque, en relación con el total exportado, exporta más (menos) que el mundo. 
El índice de VCR del país A para el bien i se calcula así:
VCR Ai = (X iA / X A) / (X iW / X W)
donde X iA son las exportaciones de bien i del país A, X A son las exportaciones totales del país A, X iW son las exportaciones mundiales de bien i, y X W son las exportaciones totales mundiales.
- Datos: Q1430930